# Sandrine Destombes
Sandrine Destombes, née le 29 avril 1971, est une femme de lettres française, auteure de roman policier.

## Biographie
Après avoir fait des études à l'École supérieure de réalisation audiovisuelle, Sandrine Destombes travaille dans la production d'événements et profite de son temps libre pour écrire des romans policiers. Son cinquième roman, Les Jumeaux de Piolenc, est récompensé par le grand prix VSD du polar 2018 présidé par Michel Bussi.
En mars 2025, elle intègre La Ligue de l'Imaginaire, aux côtés de Maxime Chattam, Franck Thilliez, Bernard Werber, Olivier Norek ou Bernard Minier.

## Œuvre

### Tétralogie consacrée à la commissaire de police Max Tellier
- La Faiseuse d'anges
  - Éditions du Crabe (d), 2014, 358 p.  (ISBN 978-2-9547234-2-6)
  - Nouvelles plumes, 2017, 332 p.  (ISBN 979-10-245-0139-0)
  - Hugo poche, coll. "Suspense" n° 241, 2020, 378 p.  (ISBN 978-2-7556-8481-0)

- L'Arlequin
  - Éditions du Crabe (d), 2015, 387 p.  (ISBN 978-2-9547234-4-0)
  - Éditions de Noyelles-Nouvelles plumes, 2015, 339 p.  (ISBN 978-2-298-10319-9)
  - Nouvelles plumes, 2016, 345 p.  (ISBN 979-10-245-0121-5)
  - Hugo poche, coll. "Suspense" n° 309, 2021, 429 p.  (ISBN 978-2-7556-8856-6)

- Ainsi sera-t-il
  - Éditions de Noyelles-Nouvelles plumes, 2016, 366 p.  (ISBN 978-2-298-11241-2)
  - Hugo poche, coll. "Suspense" n° 338, 2021, 429 p.  (ISBN 978-2-7556-9181-8)

- Le Dernier Procès de Victor Melki
  - Hugo Roman, coll. "Hugo Thriller", 10/2021, 379 p.  (ISBN 978-2-7556-9178-8)
  - Pocket Thriller n° 18886, 01/2023, 379 p.  (ISBN 978-2-266-330527)

### Autres romans
- Ils étaient cinq (Capitaine de gendarmerie Antoine Brémont)
  - Nouvelles plumes, 2017, 319 p.  (ISBN 978-2-298-12629-7)
  - Nouvelles plumes, 2018, 319 p.  (ISBN 979-10-245-0198-7)
  - Pocket Thriller n° 17475, 2019, 379 p.  (ISBN 978-2-266-29187-3)

- Les Jumeaux de Piolenc
  - Hugo Roman, coll. "Hugo Thriller", 2018, 397 p.  (ISBN 978-2-7556-3761-8)
  - Voir de près, coll. "Grands caractères. 16", 2019, 504 p.  (ISBN 978-2-37828-150-2)
  - Pocket Thriller n° 17628, 2019, 405 p.  (ISBN 978-2-266-29625-0)

- Le Prieuré de Crest
  - Hugo Roman, coll. "Hugo Thriller", 2019, 347 p.  (ISBN 978-2-7556-4101-1)
  - Voir de près, coll. "Grands caractères. 16", 2020, 484 p.  (ISBN 978-2-37828-211-0)
  - Pocket Thriller n° 17790, 2020, 365 p.  (ISBN 978-2-266-30665-2)

- Madame B.
  - Hugo Roman, coll. "Hugo Thriller", 2020, 332 p.  (ISBN 978-2-7556-4725-9)
  - Voir de près, coll. "Grands caractères. 16", 2021, 550 p.  (ISBN 978-2-37828-286-8)
  - Pocket Thriller n° 18140, 2021, 357 p.  (ISBN 978-2-266-31519-7)

- Les Disparus de la Durance
  - Hugo Roman, coll. "Hugo Thriller", 05/2023, 332 p.  (ISBN 978-2-7556-6353-2)
  - Pocket Thriller n° 19302, 05/2024, 408 p.  (ISBN 978-2-266-34084-7)

### Romans traduits à l'étranger
- El doble secreto de la familia Lessage (traduction en espagnol des Jumeaux de Piolenc par María Teresa Gallego Urrutia). Reservoir Books, coll."Roja & Negra", 08/2019, 336 p.  (ISBN 9788417511494)
- El doble secret de la família Lessage (traduction en catalan des Jumeaux de Piolenc par Maria Cirera i Delgado). Rosa Vents, coll. "Narrativa", 04/2019, 336 p.  (ISBN 9788417627386)
- I gemelli di Piolenc (traduction en italien des Jumeaux de Piolenc par Maurizio Ferrara). Rizzoli, ***, 319 p.  (ISBN 978-88-17-10974-1)

### Collectif
- Le Livre, c'est... / par 120 autrices et auteurs ; textes illustrés par Jack Koch ; préf. Franck Thilliez. Paris : Fleuve noir éditions, mars 2024.  (ISBN 978-2-265-15800-9)
- Encore une vie, nouvelle publiée dans La Nouvelle du lendemain, anthologie numérique organisée pendant le confinement par la Ligue de l’Imaginaire, le festival Lisle noir et Cultura, avril 2020[1].

## Prix et distinctions
- Grand prix VSD du polar 2018 pour Les Jumeaux de Piolenc[2]